# Aleksandr Lenderman
Aleksandr Lenderman (Yerevan, 23 de setembre de 1989) és un jugador d'escacs estatunidenc d'origen rus, que té el títol de Gran Mestre des de 2010.
A la llista d'Elo de la FIDE del setembre del 2020, hi tenia un Elo de 2634 punts, cosa que en feia el jugador número 12 (en actiu) dels Estats Units, i el número 132 del rànquing mundial. El seu màxim Elo va ser de 2654 punts, a la llista de l'agost de 2019.

## Resultats destacats en competició
El juliol de 2005 a Belfort guanyà el Campionat del món Sub-16 amb 9 punts, mig punt per davant de Ian Nepómniasxi i Maxime Vachier-Lagrave.
El juliol de 2015 fou 1r-8è primer al Torneig d'escacs World Open jugat a Arlington (Estats Units), empatat amb altres set Grans Mestres: Ilià Smirin, Rauf Məmmədov, Romain Édouard, Illia Nyjnyk, Axel Bachmann, Aleksandr Ipàtov i Ehsan Ghaem Maghami.
El setembre de 2017 a Tbilisi, a la Copa del Món eliminà Pàvel Eliànov i Aryan Tari però fou derrotat per Maxime Vachier-Lagrave per 1½ a 2½ a la tercera ronda.